# Michel Aubouin
Pour les articles homonymes, voir Aubouin.
Michel Aubouin est un haut fonctionnaire, essayiste français et préfet, né le 18 juin 1956 à Chartres (Eure-et-Loir).

## Carrière et travaux
Michel Aubouin a effectué une grande partie de sa carrière au ministère de l'Intérieur, où il a été successivement directeur d'administration centrale, préfet et inspecteur général de l'administration. Ses travaux ont porté sur l'administration des territoires, la question des banlieues et les violences urbaines,.
Il a notamment été secrétaire général de la préfecture de l'Essonne et, de juillet 2009 à février 2013, chef de la direction de l’accueil, de l’intégration et de la citoyenneté (DAIC) au ministère de l'Intérieur. Michel Auboin est ensuite nommé administrateur supérieur de Wallis-et-Futuna du 27 février 2013 au 19 décembre 2014.
En 2016, il rend à Manuel Valls un audit général des politiques publiques à Grigny,.
En tant qu'écrivain, Michel Aubouin a publié une dizaine de livres, dont une Histoire de la police, signée avec Jean Tulard. Il a également écrit des biographies, consacrées l'une au révolutionnaire Brissot et l'autre à Madame de Staël.

## Œuvres
Ouvrages et articles consacrés à l'administration et à la sécurité
- avec Jean-Paul Grémy, Michel-François Delannoy, Anticiper et gérer les violences urbaines, IHESI, 1998[9].
- « Les grands défis de la sécurité intérieure à l’horizon 2010 », La Revue administrative, n° 301, janvier-février 1998, PUF.
- avec Jean Christophe Moraud, Administrer les territoires, LGDJ, 2006,  (ISBN 978-2275030746).
- « Les réformes de l’administration territoriale de l’État », Les Collectivités territoriales, La Documentation française, 2009.
- 40 ans dans les cités, Presses de la Cité, 2019, 274 p.  (ISBN 978-2258161252)

Œuvre historique et littéraire
- Une histoire de la Beauce, tome 1, CLD, 1995[10].
- Une histoire de la Beauce, tome 2, CLD, 1997[11].
- La Grive et le Rossignol, CLD, 2000.  (ISBN 978-2854433760)
- Histoire et Dictionnaire de la police (avec Arnaud Teyssier et Jean Tulard), Robert Laffont, 2005, 1059 p (ISBN 9782221085738)[12].
- Brissot, le roman d’un révolutionnaire, Le Cherche Midi, 2014, p 272. (ISBN 978-2749132099)
- Madame de Staël ou l'Intelligence politique, Omnibus, 2017, 576 p, (ISBN 978-2258142671)[13].
- Le Défi d'être français, La Cité, 2023, 240 p. (ISBN 978-2258203976)

Contribution à des ouvrages collectifs
- « L'Équilibre des cités », Le Cœur de France, CLD, 1997.
- « L'Histoire », La Beauce, Christel, 2005.
- « Anatole France à la Béchellerie », Balade en région Centre, Alexandrines, 2013.